# اختلاس وروم
الاختلاس هو خطف الحركة حتى يذهب قليلها ويبقى كثيرها، وقد سماه العلماء الإخفاء أيضا، وقدروا المثبت من الحركة فيه بالثلثين والذاهب منها بالثلث أي الاتيان بثلثي حركة الحرف فيكون المنطوق به من الحركة أكثر مما ذهب منها.
الرَوم الإتيان ببعض الحركة فيكون المثبت منها أقل من المحذوف.
- يشترك الاختلاس والروم في تبعيض الحركة وإخفائها أي ذهاب بعضها وبقاء بعضها الآخر فيذهب معظم صوتها في الروم، الثلثان، وثلث صوتها في الاختلاس فيسمع لها صوت خفي.
- الروم أخص والاختلاس أعم: فالروم لا يكون في المفتوح والمنصوب ويكون في الوقف دون الوصل، والمثبت من الحركة أقل من المحذوف؛ أما الاختلاس فيتناول الحركات الثلاث ويكون في الوقف والوصل، والمثبت في من الحركة أكثر من المحذوف.[2]